# Emenone di Poitiers
Emenone (810 circa – Rancogne, 22 giugno 866) fu conte di Poitiers dall'828 all'839.

## Origine
Non si conoscono gli ascendenti.

## Biografia
Molto probabilmente fu insediato conte di Poitiers, nell'828, dopo la morte di Bernardo I, infatti è citato in un documento che lo cita accanto alla corte del re d'Aquitania, Pipino I, a Chasseneuil.
Secondo le Chartes de l´abbaye de Nouaillé de 678 à 1200 (Poitiers) (ed. 1936) del frate P. de Monsabert, tra l'831 e l'832, Enemone fece uno scambio di terreni con l'abate di Nouaillé.
Emenone fu sostenitore del re d'Aquitania, Pipino I, e alla sua morte, secondo il monaco e storico, Ademaro di Chabannes, approvò l'elezione a re d'Aquitania, il figlio di Pipino I, Pipino II, opponendosi all'imperatore, Ludovico il Pio, che invase il Poitou e scacciò dalla contea Enemone e suo fratello Bernardo. Emenone si rifugiò in Angoulême, presso il terzo fratello Turpione.
Forse Emenone fu uno dei due notabili fatti prigionieri dal wali di Arnedo e di Tudela, Musa ibn Musa, quando, tra l'850 e l'852, fece un'incursione nel sud della Francia. La loro liberazione fu ottenuta dopo la pacificazione avvenuta tra il re di Francia, Carlo il Calvo e Musa, ora Wali anche di Saragozza.
Emenone, senza alcun titolo è citato in un documento dell'agosto 857, per una donazione all'abbazia di Nouaillé.
Sempre, secondo il monaco e storico, Ademaro di Chabannes, Emenone divenne conte di Angoulême, nell'863, dopo la morte del fratello Turpione, ucciso dai Vichinghi
La morte di Emenone, conte di Angouleme, avvenne, 22 giugno 866, dopo uno scontro col cugino, Landrico, conte di Saintes, per il possesso del castello di Bouteville. Sempre, secondo il monaco e storico, Ademaro di Chabannes, Emenone morì, per le ferite procurategli da Landrico circa due anni dopo la morte del fratello Turpione. La morte lo colse a Runconia, otto giorni dopo aver ucciso Landrigo in combattimento, lasciando un figlio in tenera età, Ademaro. Emenone fu tumulato ad Angoulême, nell'abbazia del beato Eparchio.

## Discendenza
Della moglie di Emenone non si hanno molte notizie, ma secondo alcune fonti era una robertingia, la figlia del conte di Blois, di Troyes e di Châteaudun, Oddone I di Troyes e di sua moglie, Guandilmoda (o Guandilmode), che compare assieme al marito in una donazione del marzo 849, mentre secondo altri era la sorella del duca di Guascogna, Sancho I Lopez, di nome Sancha. Emenone e la moglie ebbero due figli:
- Ademaro (?-926), conte di Poitiers.

Se la moglie era la figlia di Oddone I, il figlio era:
- Adalelmo (?-892), dall'886 fu conte palatino di Troyes[2].

Se la moglie era Sancha il figlio era:
- Arnoldo (?-864), duca di Guascogna

### Fonti primarie
- (LA) Monumenta Germaniae Historica, tomus II..
- (LA) Monumenta Germaniae Historica, tomus XVI (archiviato dall'url originale il 26 agosto 2014)..
- (FR, LA)  dom P. de Monsabert,  Chartes de l´abbaye de Nouaillé de 678 à 1200 (Poitiers) ("Nouaillé")..
- (LA)  Ademarus Engolismensis, Historiarum Libri Tres.
- (LA) Chronicon Santi Maxentii Pictavinis..

### Letteratura storiografica
- René Poupardin, I regni carolingi (840-918), in «Storia del mondo medievale», vol. II, 1979, pp. 583-635
- Louis Halphen, Francia: gli ultimi Carolingi e l'ascesa di Ugo Capeto (888-987), in «Storia del mondo medievale», vol. II, 1979, pp. 636-661
- Christian Settipani, La Préhistoire des Capétiens (Nouvelle histoire généalogique de l'auguste maison de France, vol. 1), éd. Patrick van Kerrebrouck, 1993